# رکیت
رکیت بنکیزر (به انگلیسی: Reckitt Benckiser) یا رکیت شرکت کالاهای مصرفی بریتانیایی و چندملیتی است، که در زمینهٔ تولید و عرضهٔ عمدهٔ محصولات بهداشت و سلامت فعالیت می‌کند.
شرکت رکیت بنکیزر در سال ۱۸۱۴ تأسیس شد و در حال حاضر دارای عملیات و کارخانجات تولیدی در ۶۰ کشور است و محصولاتش را در ۲۰۰ کشور جهان عرضه می‌کند.
رکیت بنکیزر مالک برندهای تولید محصولات بهداشتی فراوانی است، که شامل: فینیش (بزرگترین تولیدکنندهٔ محصولات ماشین ظرفشویی در جهان)، دتول (بزرگترین تولیدکنندهٔ محصولات ضدعفونی‌کننده در جهان)، استرپسیلز (بزرگترین تولیدکنندهٔ داروهای گلودرد)، ویت (بزرگترین برند محصولات موزدایی)، ایر ویک (دومین تولیدکنندهٔ بزرگ محصولات خوشبوکنندهٔ هوا)، کالگون، سیلیت بنگ، دورکس، لایسول و ونیش می‌باشد.
دفتر مرکزی این شرکت در شهر اسلاو، بریتانیا قرار دارد و بخشی از سهام آن در بازار بورس لندن معامله می‌شود و در سال ۲۰۱۳ ارزش بازار سرمایه آن بالغ بر ۳۱ میلیارد پوند برآورد شده‌است.